# جمال ساحی
جمال ساحی (انگلیسی: Jamel Saihi؛ زادهٔ ۲۱ ژانویهٔ ۱۹۸۷) یک بازیکن فوتبال اهل فرانسه است.
از باشگاه‌هایی که در آن بازی کرده‌است می‌توان به مون‌پلیه، تیم ملی فوتبال تونس، و مون‌پلیه اشاره کرد.
وی همچنین در تیم ملی فوتبال Tunisia بازی کرده است.